# Амит, Арье
Арье́ Ами́т (при рождении — Те́ппер; ивр. אריה עמית (טפר)‎; 11 июля 1926, Ягур — 3 марта 1996, Израиль) — боец Пальмаха и офицер Армии обороны Израиля, участвовавший в крупных сражениях в начале Войны за независимость (1947—1949) и в последующих войнах Израиля.
Когда в Отделе истории ЦАХАЛа определяли самого храброго солдата в истории сионизма, то из трёх безусловных кандидатов: Рафаэль Эйтан, Меир Хар-Цион и Арье Теппер — выбрали Теппера. В шести решающих сражениях он лично изменил ход войны.

## Биография
Арье Амит (фамилия при рождении Теппер) родился в Раанане, но ребёнком переехал с родителями в кибуц Ягур. В возрасте 15 лет его отправили учиться в сельскохозяйственную школу Микве-Исраэль, но после первого и единственного года обучения он добровольно вступил в Пальмах. Пройдя базовую военную подготовку в мошаве Бейт-Овед и углубленный курс в лесу Бен-Шемен. В 1944 году он поступил на службу в Пальмах, прошел курс командиров рот (под командованием Йосефа Табенкина), курс командиров взводов разведки (под командованием Моше Бар-Тиквы), курс командиров рот саперов. Служил командиром отделения в отделе Йешаяху Гавиша. В бою возле деревни Нахлин Теппер взял на себя командование после того, как командир взвода оказался не в состоянии выполнять свои функции, и вывел взвод из этого района. За этот поступок он предстал перед военным судом по распоряжению командира батальона Ури Бреннера и был приговорен к шести месяцам работ на консервном заводе в кибуце Гиват-Бренер.
В 1946 году он прошел курсы командиров взвода в Кфар-ха-Хореше. После окончания курсов был назначен командиром взвода во втором батальоне Пальмаха. Участвовал в подрыве моста Алленби в «Ночь мостов», будучи командиром одного из диверсионных отрядов, и фактически был одним из главных людей, ответственных за успех операции. В начале Войны за независимость был назначен командиром взвода в Шестом батальоне Пальмаха, которым тогда командовал Цви Замир, и был отправлен со своими солдатами в кибуц Ревадим в Гуш-Эционе.
Умер от сердечного приступа в возрасте 69 лет.

## Битва при Гуш-Эционе
14 января 1948 года сотни арабских крестьян и боевиков под командованием Абд аль-Кадира аль-Хусейни атаковали Гуш-Эцион в битве, которая позже стала известна как «Битва 3 Швата». Командующий Узи Наркисс был настроен пессимистично и отправлял телеграммы Давиду Шалтиэлю с просьбой о помощи со стороны британской армии.
Арабы направили основную часть атаки на деревню Хирбет бейт-Захария с целью расколоть обороняющихся на две части. Теппер запросил и получил разрешение от Наркисса начать контратаку. Он двинулся с тремя взводами бойцов Пальмаха и членами кибуца Ревадим в направлении Хирбет бейт-Захарии, где встретился с отрядом, удерживавшим это место, но самостоятельно решившем отступить. Теппер запретил им отступать и дал им дополнительных бойцов и боеприпасы. Один взвод он оставил для прикрытия, а сам во главе второго взвода атаковал арабов, которые в это время пировали перед штурмом. Арабы были застигнуты врасплох, и десятки из них были убиты. Затем Теппер сымитировал ложное отступление, арабы вернулись, а взвод прикрытия атаковал их. Потери арабов составили десятки человек, и они отступили. Победа в этом сражении превратила кризисную ситуацию в битве «3 Швата» в важную победу, которую после войны Игаль Алон определил как одну из самых успешных израильских контратак.

## Битва за конвой Неби-Даниэль
27 марта 1948 года большой конвой, позже известный как «Конвой Неби Даниэль», сумел добраться до осажденных поселений Гуш-Эциона. На обратном пути колонна наткнулась на арабскую засаду. Теппер был командиром колонны бронетехники, но его бронетранспортер застрял, и дорога оказалась перекрыта. Командир шестого батальона Цви Замир приказал колонне отступить обратно в Гуш-Эцион, но это удалось только нескольким единицам бронетехники, включая Цви Замира и командира колонны Мишаэля Шахама. Большинство транспортных средств конвоя остались на дороге без командира и подверглись нападению со стороны тысяч нерегулярных бойцов-арабов из ближних деревень, вызванных с помощью «Фазаа».
Теппер взял на себя командование застрявшим конвоем, приказал войти в заброшенный дом у дороги и забаррикадироваться в нём. Под прикрытием бронетехники около двухсот бойцов и безоружных местных евреев сумели проникнуть в дом. Теппер составил план обороны и вёл оборонительный бой около 30 часов. Затем на бронированной машине в сопровождении британского офицера он смог попасть в полицейский участок Вифлеема, где провел переговоры с арабскими командирами, включая Абд аль-Кадира аль-Хусейни, и вынужденно согласился на их условия, которые включали передачу всего оружия и бронетехники арабам (вопреки приказу Цви Замира не сдавать оружие). Таким образом конвой был спасен, но бронетехника и боеприпасы остались в руках арабов.

## «Бирманская» дорога
Ночью 27 мая 1948 года, после того как брат Теппера Меир пал в битве при Неби-Самуиле, Теппер, находившийся в осажденном Иерусалиме, попросил разрешения вернуться домой. Получив разрешение от Ицхака Рабина, тогдашнего командира бригады «Харель», Теппер и двое других бойцов, Шломо Бен Шалом и Яир Монделек, сумели пешком добраться до Хульды из Сариса. Затем предпринимались дальнейшие попытки, пока не был определён маршрут по дороге «Дерех Бурма», отличающийся от маршрута Теппера, но он был первым, кто показал, что обходной путь в Латрун возможен. Ближе к концу войны Теппер был переведен в подразделение по делам меньшинств и участвовал в операции «Хирам» в битве при Янухе, в ходе которой погибли друзы и еврейские бойцы. После войны он остался в армии и участвовал в битве при Тель-Мотиле.

## После Войны за независимость
В последующие годы Теппер перешел в бронетанковый корпус и участвовал в качестве командира батальона в операции «Кадеш». В Шестидневной войне он участвовал в качестве командира батальона конной разведки в составе 38-й дивизии под командованием Ариэля Шарона. Батальон, усиленный танками AMX-13, участвовал в битве при Умм-Кафате. После войны он был назначен офицером-инструктором в «Школе офицеров Армии обороны Израиля» и специализировался на топографии и разведке. В 1968 году был демобилизован в звании подполковника.

## Награды
Арье Амит был среди тех, кого рекомендовали к награждению медалью Героя Израиля в Войне за независимость, но поскольку число получателей медали было ограничено Бен-Гурионом до 12 человек, в конечном итоге он её не получил.
В 2018 году по случаю 70-летия независимости Государства Израиль начальник Генштаба Гади Айзенкот направил благодарственное письмо за действия Теппер-Амита его семье.

## Память
В память о Теппере в иешиве «Хар-Эцион» была возведена смотровая площадка с видом на место битвы за Гуш-Эцион в 1948 году, в которой сражался Теппер.